# Niní
Pour l’article ayant un titre homophone, voir Ni-ni.
Pour les articles homonymes, voir Nini (homonymie).
Niní est une série télévisée argentine. En 2010, cette série est en diffusion sur Telefe. Elle ressemble beaucoup à la série à succès Floricienta, mais a été produite par Florencia Bertotti et son ex-époux Guido Kaczka.

## Synopsis
Nini Gomez est une jeune fille contrainte de se faire passer pour un garçon pour travailler. Elle tombera amoureuse de son patron, Tomas Parker. 

## Diffusion
Du 7 septembre 2009 au 16 avril 2010, Niní fut diffusée sur la chaîne Telefe en Argentine.
La série est inédite en France.  
La série ayant rencontré de nombreux problèmes judiciaires, la deuxième saison est pour l'instant compromise[réf. nécessaire].

## Problèmes judiciaires
La série a été accusée d'être un plagiat de la série Floricienta par le tribunal fédéral de Buenos Aires. Dans cette même série, on retrouve Florencia Bertotti dans le rôle principal. L'actrice, en plus de tenir le rôle de Nina Gomez dans la série Niní, est aussi l'une des producteurs de cette série. Les producteurs de la série Floricienta ont porté plainte contre les producteurs de cette série. Ayant perdu le procès, la série est laissée pour le moment à l’abandon. Les deux saisons prévues au départ ne seront pas réalisées jusqu'au bout.

## Distribution
- Florencia Bertotti - Nina « Nini » Gómez/Nicolás Zampano
- Federico Amador - Tomás Parker
- Héctor Díaz - Horacio Raimundi
- Esteban Meloni - Victor Martínez Paz
- Paula Morales - Celina Martínez Paz
- Maida Andrenacci - Vicky
- Diego Gentile - Sebastián
- Sebastian Mogordoy - Ángel
- Juan Manuel Guilera - Martín Parker
- Sheyner Cristian Díaz Gómez - Chama Chan Parker
- Iara Munoz - Sicilia Parker
- Tony Carrón - Freddy Demé Parker
- Melanie Chong - Chow Parker
- Marta Paccamicci - Lupe
- Pablo Napoli - Abuelo
- Esteban Masturini - Juan
- Paula Sartor - Sofía
- Giselle Bonaffino - Lola
- Valentín Villafane - Abel
- Antonia Bengoechea - Zoe
- Juan Pablo Urrego - Tony
- Vanesa Butera - Carmen Juárez
- Agustina Posse - Eva
- Brenda Gandini - Jazmín
- Paula Chávez - Violeta